# Alexándreias flygplats
Alexándreias flygplats är en militär flygplats i Grekland.  Den ligger i prefekturen Nomós Imathías och regionen Mellersta Makedonien, i den norra delen av landet, 300 km norr om huvudstaden Aten. Alexándreias flygplats ligger 8 meter över havet